# 楊昇 (明朝)
楊昇（1457年—1501年），字起同，直隸蘇州府吳縣人，民籍，明朝政治人物。弘治間官至戶科給事中。

## 生平
成化十九年（1483年）癸卯科應天府鄉試第六十六名。弘治六年（1493年）癸丑科會試第十一名，二甲第三十九名進士。選翰林院庶吉士，八年十月除戶科給事中。孝宗下詔海內直言，楊昇隨事有所規益，奉使遼東，積勞成疾，值奔母喪，卒。

## 墓葬
墓在楞伽山紫薇村。

## 家族
曾祖楊宗證；祖父楊文富；父楊信，字仲實，别號樗老，入赘周氏。弘治丁巳（1497年）六月九日，年八十而卒，以又明年九月十五日，旣葬于楞伽山紫薇村，又四年，其配以辛酉（1501年）七月十五日卒，年七十六。母周氏。具庆下。兄楊昂。